# 2018년 동계 올림픽 몽골 선수단
2018년 동계 올림픽 몽골 선수단은 대한민국 평창에서 개최된 2018년 동계 올림픽의 올림픽 몽골 선수단이다.
이번 대회에서 몽골은 남녀 선수 한 명씩 총 2명이 크로스컨트리 종목에 출전하였다.

## 참가 선수
다음은 각 종목별 참가 현황이다.
| 종목         | 남자 | 여자 | 총합 |
| ------------ | ---- | ---- | ---- |
| 크로스컨트리 | 1    | 1    | 2    |
| 총합         | 1    | 1    | 2    |

### 크로스컨트리 스키
몽골에는 총 두 명의 선수가 배정됐으며, 남녀 선수 한 명씩 출전할 예정이다.
거리종목
| 선수                  | 종목           | 결승    | 결승    | 결승 |
| 선수                  | 종목           | 시간    | 격차    | 순위 |
| --------------------- | -------------- | ------- | ------- | ---- |
| 아츠바드라흐 바트문흐 | 남자 15km 프리 | 41:40.4 | +7:56.5 | 97   |
| 오트곤체첵 친바트     | 여자 10km 프리 | 32:52.1 | +7:51.6 | 84   |

## 같이 보기
- 2018년 동계 패럴림픽 몽골 선수단